# Aidia auriculata
Aidia auriculata là một loài thực vật có hoa trong họ Thiến thảo. Loài này được (Wall.) Ridsdale mô tả khoa học đầu tiên năm 1996.